# For the World
Hot Issue è il terzo EP del gruppo musicale sudcoreano Big Bang, pubblicato il 4 gennaio 2008 dalla YG Entertainment.

## Tracce
1. V.I.P. (Intro) (English Version)
2. Big Bang (English Version)
3. Lies (English Version of Lies (거짓말,Geojitmal)
4. How Gee
5. So Beautiful (English Version of Wrong Number (없는 번호)
6. La La La (English Version)
7. Together Forever (English Version of A Fool's Only Tears (눈물뿐인 바보,Nunmulppunin Babo)
8. Always (English Version)